# Adam Hloušek
Adam Hloušek (ur. 20 grudnia 1988 w Turnovie) – czeski piłkarz występujący na pozycji obrońcy. Były reprezentant Czech .

## Kariera klubowa
Karierę piłkarską Hloušek rozpoczął w klubie SK Semily. Następnie podjął treningi w FK Baumit Jablonec, a w 2006 stał się członkiem składu pierwszej drużyny. 6 sierpnia 2006 zadebiutował w barwach FK Baumit w pierwszej lidze czeskiej w wygranym 1:0 wyjazdowym spotkaniu z SK Kladno. Przez pierwsze dwa sezony był rezerwowym w klubie, a podstawowym zawodnikiem stał się w sezonie 2008/2009. W tamtym sezonie strzelił swojego pierwszego gola w lidze czeskiej, 8 marca 2009 w meczu z SK Kladno (2:1).
Latem 2009 Hloušek został zawodnikiem Slavii Praga, w której zadebiutował 25 lipca w meczu z FK Mladá Boleslav (1:1). Pod koniec 2009 został uznany „Piłkarskim Talentem Czech za rok 2009”.
W 2011 Hloušek został wypożyczony do 1. FC Kaiserslautern. W Bundeslidze zadebiutował 5 lutego 2011 w meczu z TSG 1899 Hoffenheim (2:3), zaś pierwszą bramkę strzelił 26 lutego, w zremisowanym 1:1 spotkaniu z Hamburgerem SV. Latem 2011 wrócił do FK Baumit Jablonec, a następnie wypożyczono go do Slavii Praga. W latach 2012–2014 był zawodnikiem 1. FC Nürnberg, zaś w latach 2014–2016 reprezentował barwy VfB Stuttgart.
31 stycznia 2016 został zawodnikiem Legii Warszawa, wiążąc się z polskim klubem 3,5-letnim kontraktem. W Ekstraklasie zadebiutował 14 lutego 2016 w wygranym 4:0 meczu Legii z Jagiellonią Białystok, zaś 28 lutego 2016, w wygranym 2:0 spotkaniu przeciwko Ruchowi Chorzów, zdobył swoją pierwszą bramkę w polskiej lidze. 2 maja 2016 pokonując 1:0, w finale na Stadionie Narodowym w Warszawie, zespół Lecha Poznań, zdobył z Legią Puchar Polski, a niespełna dwa tygodnie później mistrzostwo Polski. Były to pierwsze klubowe trofea czeskiego piłkarza w jego karierze zawodowej. 27 kwietnia 2018 w meczu z Koroną Kielce w ramach 33. kolejki Ekstraklasy rozegrał 100. mecz w barwach Legii Warszawa. Na występy złożyło się 77 meczów w Ekstraklasie, 4 w Pucharze Polski, 2 o Superpuchar Polski i 17 w europejskich pucharach.
Wraz z końcem sezonu 2018/2019 Hloušek odszedł z Legii i przeszedł do Viktorii Pilzno, podpisując z nią 3-letni kontrakt. Sezon 2020/2021 Hloušek spędził zaś na rocznym wypożyczeniu z Viktorii do niemieckiego 3-ligowego 1.FC Kaiserslautern. 
Przed sezonem 2021/2022 Hloušek definitywnie rozstał się z Viktorią Pilzno i został zawodnikiem Bruk-Betu Termaliki Nieciecza, z której odszedł już po rundzie jesiennej do czeskiego Fastav Zlin. 

## Kariera reprezentacyjna
W swojej karierze Hloušek występował w młodzieżowych reprezentacjach Czech do lat 18, 19 oraz 21. W seniorskiej reprezentacji Czech zadebiutował 14 października 2009 w zremisowanym 0:0 spotkaniu eliminacji do Mistrzostw Świata 2010 z Irlandią Północną.

## Sukcesy

### Legia Warszawa
- Mistrzostwo Polski: 2015/2016, 2016/2017, 2017/2018
- Puchar Polski: 2015/2016, 2017/2018

### Indywidualne
- Piłkarski Talent Czech: 2009